# Scooby Doo
Scooby Doo je serija animiranih serijala stvaranih u Sjedinjenim Američkim Državama od 1969. godine do 2001. u studiju Hanna-Barbera te od 2001. do danas u studiju Warner Bros. Tvorci su scenaristi Joe Ruby i Ken Spears, a uz njih i glavni producenti William Hanna i Joseph Barbera, animator Iwao Takamoto te Fred Silverman s televizijske postaje CBS, na kojoj se Scooby Doo izvorno prikazivao. Glavni likovi jesu četiri prijatelja tinejdžera (Norville „Shaggy“ Rogers, Velma Dinkley, Fred Jones, Daphne Blake) i njihov pas Scooby Doo, njemačka doga koja zna govoriti.
Zbog popularnosti, započela je i produkcija dugometražnih animiranih filmova. Snimljena su i četiri igrana filma, a postoje i mnogi časopisi, knjige, bojanke i igre s temom Scooby Doo.
Premijerna prikazivanja pojedinih serijala u Americi mogu se podijeliti u nekoliko faza s obzirom na televizijski program: CBS (1969. – 1976.), ABC (1976. – 1986. i 1988. – 1991.), The WB (2002. – 2005.), The CW (2006. – 2008.) i Cartoon Network (2010. – 2013. i 2015. – ).
U Hrvatskoj se serija prikazuje na Domi TV, a prikazivala se na Novoj TV i RTL Kockici na hrvatskom jeziku, a na Cartoon Networku i Boomerangu serija se prikazuje na engleskom jeziku.

## Nastanak
Fred Silverman, zadužen za dnevni program na televizijskoj postaji CBS, došao je na ideju da se u sklopu subotnjega jutarnjeg programa počne prikazivati animirani serijal o tinejdžerima rokerima koji bi rješavali zagonetke, radi čega je kontaktirao producente Williama Hannu i Josepha Barberu. Tako su scenaristi Joe Ruby i Ken Spears te animator Iwao Takamoto dobili zadatak da sve osmisle. Njihova prva ideja bila je skupina petero tinejdžera (Geoff, Mike, Kelly, Linda, Lindin brat W.W.) i njihova psa Too Much, a svi zajedno zvali bi se Mystery Five, kao i cijeli serijal. Uskoro je određeno da će pas biti njemačka doga, a broj tinejdžera spušten je na četiri te su promijenjene njihove osobine i dana su im nova imena (redom Fred, Daphne, Velma, Shaggy; s tim da je Mike izbačen, a Shaggy nije Velmin brat). Silvermanu se svidio predložak, ali je odlučio naslov promijeniti u Who's S-S-Scared?, a sve je predstavio direktorima na CBS-u kao glavni subotnji jutarnji serijal za nadolazeću sezonu 1969./1970. Predsjednik CBS-a Frank Stanton, nakon što je vidio crteže, pomislio je da će cijeli serijal biti prestrašan za mlade gledatelje, pa Who's S-S-Scared? nije prošao. Zato je Silverman Rubyju, Spearsu i ostalima iz studija Hanna-Barbera predložio da ublaže strašne, a naglase komične elemente. Odustali su od ideje rock grupe i više pažnje pridali Shaggyju i njegovu psu Too Much. Silverman je jednom prilikom čuvši riječi „doo-be-doo-be-doo“ u pjesmi Strangers in the Night Franka Sinatre, odlučio preimenovati psa u Scooby Doo, kao i cijeli serijal u Scooby Doo, Where Are You! Ovoga puta serijal je odobren na CBS-u.

## Tipična radnja i glavni likovi
Na povratku odnekale ili na putu nekamo, najčešće u svojem kombiju Mystery Machine, četiri prijatelja i pas Scooby Doo igrom slučaja ili s ciljem dolaze na mjesto za koje se ispostavlja da je ukleto. Iz znatiželje, kako bi nekomu pomogli ili jednostavno primorani (ako je netko iz njihova društva otet ili nestao) odlučuju riješiti zagonetku. Tražeći tragove, obično se razdvajaju u dvije skupine. Prvu čine Scooby i Shaggy, a drugu Fred, Velma i Daphne, iako u serijalu Scooby Doo, Where Are You! često Velma ide sa Scoobyjem i Shaggyjem. Na kraju zločinac bude uhvaćen, skidaju mu masku te se ispostavlja da je pod maskom čovjek koji je koristio strašnu priču, npr. lokalnu legendu, za svoj interes.
Daphne često biva oteta, pogotovo u starijim epizodama, zbog čega joj se daje atribut sklona opasnosti, ali nerijetko i sama za to vrijeme nalazi ključni trag koji dovodi do rješenja zagonetke. Velma, mozak ekipe, povezuje činjenice skupljene tijekom istrage i izvodi zaključke. Slabo vidi bez naočala, pa ako ih izgubi, ostaje bespomoćna. Fred, vođa ekipe, obično daje inicijativu za rješavanje zagonetke, planira kako će ju riješiti i osmišlja zamku za zločinca kako bi na kraju epizode bio uhvaćen. Shaggyju se obično ne sviđa ideja ostatka ekipe da se upetljaju u zagonetku. Ipak, pogotovo u starijim epizodama, i on nekada iz puke znatiželje pristaje istraživati, no uglavnom brzo bude toliko uplašen da samo zbog ostalih nastavlja potragu, pogotovo ako je netko iz škvadre u nevolji ili otet (tada bez razmišljanja pristaje pomoći, kao i svi ostali iz škvadre). Scooby, pas koji govori, najbolji je Shaggyjev prijatelj i dijeli većinu njegovih osobina (voli jesti, strašljiv je). Iako je uglavnom strašljiv, ponekad je i hrabar (npr. kada je potrebno nekoga spasiti). Kako bi ga nagovorili na neku akciju, često mu moraju dati Scooby kekse, poslasticu kojom i Shaggy katkada bude nagovoren. Scooby je njemačka doga.

## Filmografija

### Animirani serijali
| Broj serije | Naslov                              | Premijerno prikazivanje | Broj epizoda      | Broj sezona |
| ----------- | ----------------------------------- | ----------------------- | ----------------- | ----------- |
| 1           | Scooby Doo, Where Are You!          | 1969. – 1970.           | 25                | 2           |
| 2           | The New Scooby Doo Movies           | 1972. – 1973.           | 24                | 2           |
| 3           | The Scooby Doo Show                 | 1976. – 1978.           | 40                | 3           |
| 4           | Scooby Doo and Scrappy Doo          | 1979. – 1980.           | 16                | 1           |
| 5           | Scooby Doo and Scrappy Doo          | 1980. – 1982.           | 33 (99 kratkih)   | 3           |
| 6           | The New Scooby and Scrappy Doo Show | 1983. – 1984.           | 26                | 2           |
| 7           | The 13 Ghosts of Scooby Doo         | 1985.                   | 13                | 1           |
| 8           | A Pup Named Scooby Doo              | 1988. – 1991.           | 27 (30 segmenata) | 3           |
| 9           | What's New, Scooby Doo?             | 2002. – 2006.           | 42                | 3           |
| 10          | Shaggy & Scooby Doo Get a Clue!     | 2006. – 2008.           | 26                | 2           |
| 11          | Scooby Doo! Mystery Incorporated    | 2010. – 2013.           | 52                | 2           |
| 12          | Be Cool, Scooby Doo!                | 2015. – 2018.           | 52                | 2           |
| 13          | Scooby Doo and Guess Who?           | 2019. –                 | 26                | 1           |

### Televizijski animirani filmovi i specijali
- Scooby Goes Hollywood (1979.)
- Scooby Doo i braća Boo (Scooby Doo Meets the Boo Brothers) (1987.)
- Scooby Doo and the Ghoul School (1988.)
- Scooby Doo and the Reluctant Werewolf (1988.)
- Scooby Doo in Arabian Nights (1994.)
- The Scooby-Doo Project (1999.)
- Night of the Living Doo (2001.)
- Lego Scooby Doo! Knight Time Terror (2015.)

### DVD animirani filmovi
- Scooby-Doo: Otok Zombija (Scooby Doo on Zombie Island) (1998.)
- Scooby Doo and the Witch's Ghost (1999.)
- Scooby Doo i napadači iz svemira (Scooby Doo and the Alien Invaders) (2000.)
- Scooby Doo i kibernetički lov (Scooby Doo and the Cyber Chase) (2001.)
- Scooby Doo: Legenda o vampiru (Scooby Doo and the Legend of the Vampire) (2003.)
- Scooby Doo i čudovište iz Meksika (Scooby Doo and the Monster of Mexico) (2003.)
- Scooby Doo i čudovište iz Loch Nessa (Scooby Doo and the Loch Ness Monster) (2004.)
- Aloha, Scooby Doo! (2005.)
- Scooby Doo: Gdje je moja mumija? (Scooby Doo in Where's My Mummy) (2005.)
- Scooby-Doo: Pirati dolaze! (Scooby Doo: Pirates Ahoy!) (2006.)
- Chill out, Scooby Doo! (2007.)
- Scooby Doo i kralj Goblina (Scooby Doo and the Goblin King) (2008.)
- Scooby Doo i samurajski mač (Scooby Doo and the Samurai Sword) (2009.)
- Scooby Doo: Abrakadabra! (Scooby Doo! Abracadabra Doo) (2010.)
- Scooby Doo! Kamp straha (Scooby Doo! Camp Scare) (2010.)
- Scooby Doo: Legenda o fantosauru (Scooby Doo! Legend of the Phantosaur) (2011.)
- Scooby Doo: Glazba vampira (Scooby Doo! Music of the Vampire) (2012.)
- Scooby Doo u cirkusu (Big Top Scooby Doo!) (2012.)
- Scooby Doo: Maska plavog sokola (Scooby Doo! Mask of the Blue Falcon) (2013.)
- Scooby Doo! Stage Fright (2013.)
- Scooby Doo! WrestleMania Mystery (2014.)
- Scooby-Doo: Frankenstraš (Scooby Doo! Frankencreepy) (2014.)
- Scooby Doo: Čudovište s mjeseca (Scooby Doo! Moon Monster Madness) (2015.)
- Scooby-Doo i Kiss: Rock’n’roll misterija (Scooby Doo and Kiss: Rock and Roll Mystery) (2015.)
- LEGO Scooby-Doo!: Opsjednuti Hollywood (Lego, Scooby Doo! Haunted Hollywood) (2016.)
- Scooby Doo!: Prokletstvo demona brzine (Scooby Doo and WWE: Curse of the Speed Demon) (2016.)
- Scooby-Doo!: Shaggyjev obračun (Scooby Doo! Shaggy's Showdown) (2017.)
- Lego Scooby-Doo! Blowout Beach Bash (2017.)
- Scooby Doo! & Batman: The Brave and the Bold (2018.)
- Scooby Doo! and the Gourmet Ghost (2019.)
- Scooby Doo! and the Curse of the 13th Ghost (2019.)
- Scooby Doo! Return to Zombie Island (2019.)
- Happy Halloween, Scooby Doo! (2020.)
- Scooby Doo! in King Arthur's Court (2020.)

### DVD animirani specijali
- Scooby-Doo: Jezive igre (Scooby-Doo! Spooky Games) (2012.)
- Scooby-Doo! Haunted Holidays (2012.)
- Scooby Doo i jezivo strašilo (Scooby-Doo! and the Spooky Scarecrow) (2013.)
- Scooby-Doo: Pas robot (Scooby-Doo! Mecha Mutt Menace) (2013.)
- Scooby-Doo! Ghastly Goals (2014.)
- Scooby-Doo! and the Beach Beastie (2015.)

### Kino aminirani filmovi
- Scooby-Doo! (2020.)

### Igrani filmovi
- Scooby Doo (2002.)
- Scooby Doo 2: Čudovišta su puštena (Scooby-Doo 2: Monsters Unleashed) (2004.)
- Scooby Doo: Kako je sve počelo (Scooby-Doo! The Mystery Begins) (2009.)
- Scooby Doo: Prokletstvo čudovišta iz jezera (Scooby-Doo! Curse of the Lake Monster) (2010.)
- Daphne i Velma (film) (Daphne & Velma (film)) (2018.)

## Postava

### Glasovi u animiranim serijalima i filmovima
| Ime lika                 | Originalni glasovi | Hrvatski glasovi                                           |
| ------------------------ | --- | ---------------------------------------------------------- |
| Scooby Doo               | Don Messick, Hadley Kay, Scott Innes, Frank Welker i Neil Fanning | Vlado Kovačić, Siniša Popović, Luka Peroš i Boris Barberić |
| Norville "Shaggy" Rogers | Casey Kasem, Duncan Robertson, Billy West, Scott Innes, Marc Silk, Matthew Lillard, Seth Green, Scot Menville i Will Forte | Ranko Tihomirović, Dražen Bratulić i Marko Torjanac        |
| Fred Jones               | Frank Welker, Carl Stevens (A Pup Named Scooby Doo), Scott Innes, Chris Cox, Freddie Prinze Jr., Kevin Shinick i Zac Efron | Tomislav Rališ i Hrvoje Klobučar                           |
| Daphne Ann Blake         | Indira Stefanianna Christopherson, Heather North, Kellie Martin (A Pup Named Scooby Doo), Mary Kay Bergman, Grey DeLisle-Griffin, Cree Summer, Adrienne Wilkinson, Sarah Michelle Gellar, Rachel Ramras i Amanda Seyfried                            | Nada Rocco, Sanja Marin i Mateja Majerle                   |
| Velma Dinkley            | Nicole Jaffe, Pat Stevens, Marla Frumkin, Christina Lange (A Pup Named Scooby Doo), B. J. Ward, Lori Alan, Mindy Cohn, Linda Cardellini, Kate Micucci, Meredith Salenger, Julie Nathanson, Grey DeLise-Griffin, Stephanie D'Abruzzo i Gina Rodriguez | Branka Cvitković, Jasna Palić-Picukarić i Vanja Ćirić      |
| Scooby Dum               | Daws Butler | /                                                          |
| Scrappy Doo              | Lennie Weinrib, Don Messick | Igor Mešin                                                 |

### Glumci u igranim filmovima
- Shaggy: Matthew Lillard (2002. i 2004.), Nick Palatas (2009. i 2010.)
- Fred: Freddie Prinze Jr. (2002. i 2004.), Robbie Amell (2009. i 2010.)
- Daphne: Sarah Michelle Gellar (2002. i 2004.), Kate Melton (2009. i 2010.)
- Velma: Linda Cardellini (2002. i 2004.), Hayley Kiyoko (2009. i 2010.)
- Scooby Doo (glas): Neil Fanning (2002. i 2004.), Frank Welker (2009. i 2010.)
- Scrappy Doo (glas): Scott Innes (2002.)

## Sporedni likovi
- Scrappy Doo – Scoobyjev nećak; zapravo jedan od glavnih likova u serijalima i filmovima osamdesetih godina (počevši od 1979.)
- Scooby Dum – Scoobyjev rođak; pojavljuje se u četirima epizodama serijala The Scooby Doo Show: The Gruesome Game of the Gator Ghoul, The Headless Horseman of Halloween, Vampire Bats and Scaredy Cats, The Chiller Diller Movie Thriller
- Scooby Dee – Scoobyjeva daleka rođakinja; pojavljuje se u jednoj epizodi serijala The Scooby Doo Show: The Chiller Diller Movie Thriller
- Yabba Doo – Scoobyjev hrabriji brat; pojavljuje se u serijalu Scooby Doo and Scrappy Doo
- Hex Girls – ženska rock grupa čiji su članovi Thorn, Dusk i Luna; pojavljuju se u filmovima Scooby Doo and the Witch's Ghost i Scooby Doo and the Legend of the Vampire, jednoj epizodi serijala What's New, Scooby Doo? i u serijalu Scooby Doo! Mystery Incorporated
- Vincent Van Ghoul
- Flim Flam
- Weerd i Bogel
- uz njih i sljedeći: Ruby Doo, Dooby Doo, Dixie Doo, Howdy Doo, Skippy Doo, Grandpa Scooby, Mumsy Doo, Dada Doo, Great-Grandpa Scooby, Whoppsy Doo, Horton Doo, Dumper Scotts, Mr. i Mrs. Samuel Chastain, Maggie Rogers, Gaggy Rogers, Skip Jones, Peggy Jones, George Blake, Elizabeth Blake, Olivia Herby, ujak Matt, ujak Carl, teta Vivian, ujak Albert, ujak Shagworthy, Mr. i Mrs. Dinkley, Dave Walton, teta Thelma, Mary, teta Meg, ujak Evan, ujak Cosmo, ujak, Elmo itd.